# Philip Hewland
Philip Hewland foi um ator britânico da era do cinema mudo.

## Filmografia selecionada
- The Manxman (1917)
- The March Hare (1919)
- Lady Tetley's Decree (1920)
- Kissing Cup's Race (1920)
- The Golden Dawn (1921)
- The Guns of Loos (1928)
- Love's Option (1928)
- Alf's Carpet (1929)
- Harmony Heaven (1930)
- Glamour (1931)
- The Sleeping Cardinal (1931)
- Many Waters (1931)
- The Missing Rembrandt (1932)
- Murder by Rope (1936)